# The Greatest (2009)
The Greatest is een Amerikaanse romantische dramafilm uit 2009. Shana Fest schreef en regisseerde de film. Pierce Brosnan, Susan Sarandon en Carey Mulligan spelen de hoofdrollen. De film werd wisselend ontvangen, sommigen vonden de film te melodramatisch, maar anderen roemden het sterke acteerwerk.

## Verhaal
De familie Brewer probeert het verlies van hun zoon Bennett, die omkwam bij een verkeersongeluk, te verwerken. Het wordt er niet eenvoudiger op als diens vriendin zwanger blijkt te zijn.

## Rolverdeling
| Acteur               | Personage      |
| -------------------- | -------------- |
| Carey Mulligan       | Rose           |
| Aaron Taylor-Johnson | Bennett Brewer |
| Pierce Brosnan       | Allen Brewer   |
| Susan Sarandon       | Grace Brewer   |
| Johnny Simmons       | Ryan Brewer    |
| Kevin Hagan          | Priest         |
| Amy Morton           | Lydia          |
| Deirdre O'Connell    | Joyce          |
| Miles Robbins        | Sean Brewer    |
| Cara Seymour         | Janis          |
| Ramsey Faragallah    | Dr. Shamban    |
| Jennifer Ehle        | Joan           |
| Colby Minifie        | Latent         |
| Maryann Urbano       | Cheryl         |
| Zoë Kravitz          | Ashley         |